# La Femme ivoire
Pour plus de détails, voir Fiche technique et Distribution.
La Femme ivoire est un film français réalisé par Dominique Cheminal, sorti en 1984.

## Fiche technique
- Réalisateur : Dominique Cheminal
- Scénario : Dominique Cheminal et Sylvie Moinet
- Décors : Daniel Budin
- Photographie : Jean Orjollet
- Son : Michel Vionnet
- Montage : Isabelle Rathery
- Montage : Maggy Bohringer (seconde assistante)
- Musique : Jean-Marie Sénia
- Pays de production :  France
- Genre : Comédie dramatique
- Durée : 87 min
- Date de sortie :
  - France : 19 décembre 1984

## Distribution
- Lucas Belvaux : Maurice
- Dora Doll : Tante Aymée
- Sylvie Granotier : la femme ivoire
- Roland Blanche : le docteur
- Céline Valérie : Arlette, la jeune employée
- Maurice Chevit : M. Chelaud
- Héléna Manson : Mlle Berthe
- Paulette Dubost : Mme Pujol
- Michel Peyrelon : le brigadier
- Antoine Marin : l'employé
- Jean Parédès
- Aline Bertrand
- Madeleine Bouchez
- Raymond David
- Max Doria
- Gilberte Géniat
- Nane Germon
- Jean-Pierre Kalfon : la voix de l'hôtel